# Войтенко Володимир Григорович
Володимир Григорович Войтенко (15 січня 1912, Київ, Російська імперія — 10 серпня 1978, Київ, Українська РСР) — радянський, український оператор-постановник ігрових і науково-популярних фільмів.
Закінчив Київський кіноінститут (1936). Перша робота — науково-популярний фільм «Херсонес Таврійський» (1939).
Найбільшу популярність здобули фільми, створені оператором В. Войтенком і режисером Л. Ф. Биковим, які стали класикою вітчизняного кінематографу: «В бій ідуть самі „старі“» (1973), «Ати-бати, йшли солдати…» (1976).

## Фільмографія

### Документальні та науково-популярні
1. 1945: «Перемога на Правобережній Україні»
2. 1945: «Буковина»
3. 1946: «Донбас» (с О. П. Ковальчуком та І. Семененком),
4. 1947: «Радянська Україна» (у співат. з Н. Ф. Слуцьким, К. І. Богданом, I. Семененком),
5. 1949: «Зоря над Карпатами»
6. 1952: «М. В. Гоголь» (у співат. з І. І. Шекером)

та інші.

### Художні
1. 1952: «Украдене щастя»
2. 1953: «Нерозлучні друзі» (у співавт. з О. Пищиковим)
3. 1954: «Доля Марини»
4. 1955: «Матрос Чижик»
5. 1955: «Зірки на крилах» (у співавт. з В. Орлянкіним)
6. 1956: «Кривавий світанок»
7. 1957: «Правда»
8. 1957: «Мальва»
9. 1959: «Григорій Сковорода»
10. 1960: «Люди моєї долини»
11. 1960: «Таврія»
12. 1961: «Тінь» (к/м)
13. 1961: «Повія»
14. 1964: «Космічний сплав»
15. 1965: «Лють» (у співавт. з О. Пищиковим),
16. 1966: «Два роки над прірвою»
17. 1968: «Помилка Оноре де Бальзака»
18. 1971: «Родина Коцюбинських»
19. 1971: «Де ви, лицарі?»
20. 1973: «В бій ідуть тільки «старики»»
21. 1977: «Ати-бати, йшли солдати…»

та інші.